# Roslyn Estates
Roslyn Estates és una població dels Estats Units a l'estat de Nova York. Segons el cens del 2000 tenia 1.210 habitants.

## Demografia
Segons el cens del 2000, Roslyn Estates tenia 1.210 habitants, 401 habitatges, i 354 famílies. La densitat de població era de 1.061,8 habitants per km².
Dels 401 habitatges en un 46,9% hi vivien nens de menys de 18 anys, en un 81,3% hi vivien parelles casades, en un 6% dones solteres, i en un 11,7% no eren unitats familiars. En el 9,7% dels habitatges hi vivien persones soles el 6,7% de les quals corresponia a persones de 65 anys o més que vivien soles. El nombre mitjà de persones vivint en cada habitatge era de 3,02 i el nombre mitjà de persones que vivien en cada família era de 3,22.
Per edats la població es repartia de la següent manera: un 31,6% tenia menys de 18 anys, un 3,4% entre 18 i 24, un 23% entre 25 i 44, un 27,6% de 45 a 60 i un 14,5% 65 anys o més.
L'edat mediana era de 41 anys. Per cada 100 dones de 18 o més anys hi havia 87,8 homes.
La renda mediana per habitatge era de 154.849 $ i la renda mediana per família de 157.402 $. Els homes tenien una renda mediana de 100.000 $ mentre que les dones 65.893 $. La renda per capita de la població era de 73.628 $. Entorn del 2% de les famílies i el 2,5% de la població estaven per davall del llindar de pobresa.